# Ömer Aşık
Ömer Faruk Aşık, né le 4 juillet 1986 à Bursa en Turquie, est un joueur turc de basket-ball. Il joue au poste de pivot.

## Biographie

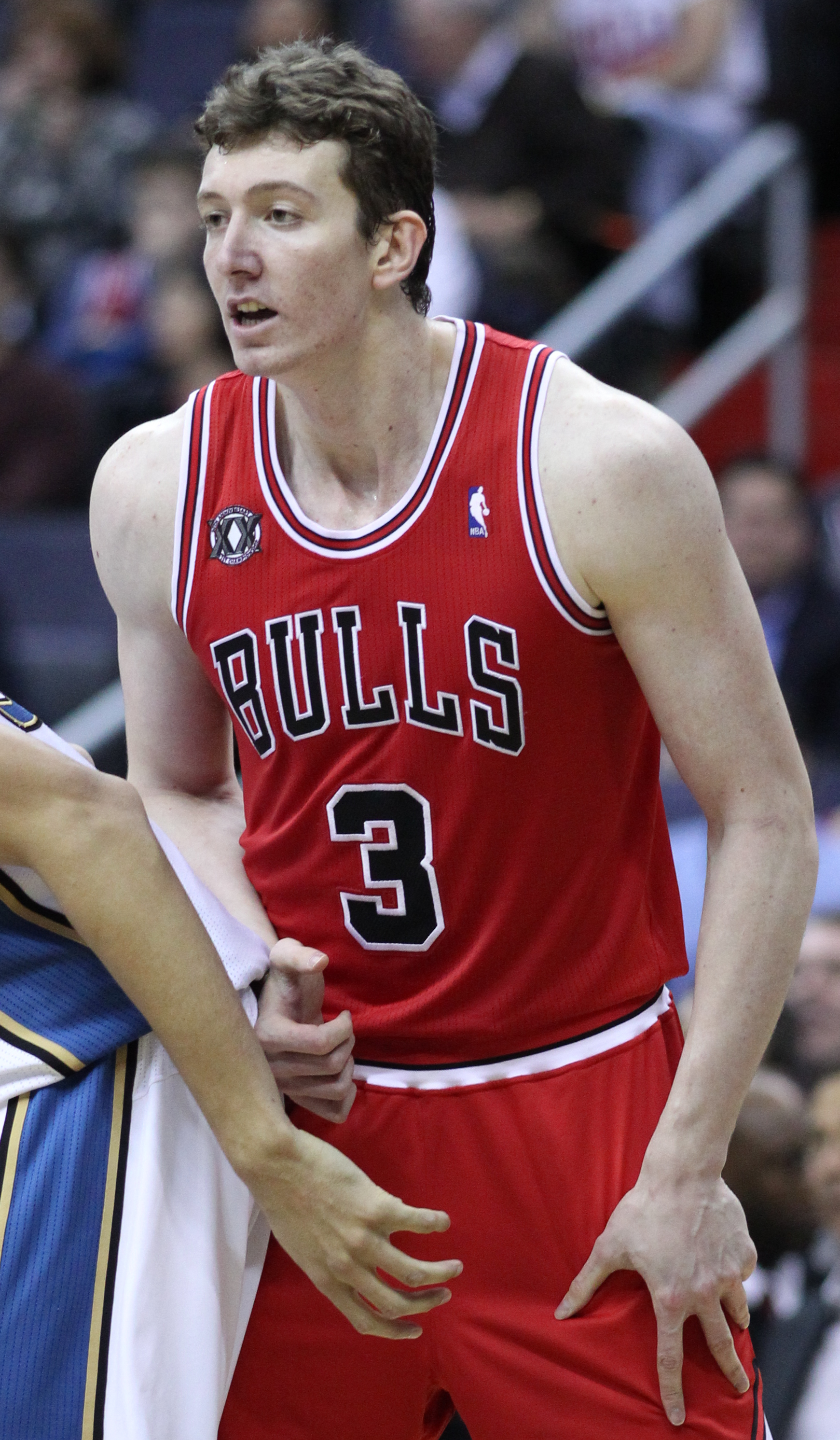
Ömer Aşık en 2011 avec les Bulls de Chicago.

### Fenerbahçe Ülkerspor (2005-2010)
Ömer Aşık commence sa carrière professionnelle avec Fenerbahçe Ülkerspor. Il fait un passage au Alpella en 2005-2006, avant de retourner à Fenerbahçe Ülkerspor.
Il est sélectionné par les Trail Blazers de Portland au 36e rang de la draft 2008 et est transféré dans la foulée aux Bulls de Chicago.

### Bulls de Chicago (2010-2012)
À l'issue de la saison 2009-2010, Aşık quitte Fenerbahçe Ülkerspor et, le 13 juillet 2010, signe un contrat avec les Bulls.

### Rockets de Houston (2012-2014)
Alors agent libre à la fin de la saison 2011-2012, il s'engage avec les Rockets de Houston le 24 juillet.

### Pelicans de La Nouvelle-Orléans (2014-2018)
Le 26 juin 2014, Aşık est envoyé aux Pelicans de La Nouvelle-Orléans en échange d'un premier tour de draft protégé.
Le 2 juillet 2015, il resigne un contrat de 60 000 000$ sur 5 ans avec les Pelicans.
En février 2018, Aşık est envoyé aux Bulls de Chicago avec Tony Allen et Jameer Nelson dans un échange contre Nikola Mirotić.

### Équipe nationale
Aşık remporte la médaille d'argent lors du Championnat d'Europe de basket-ball masculin des 20 ans et moins 2006.
Il est membre de l'équipe nationale turque, participant au championnat d'Europe 2009.

## Profil de jeu
Asik est surtout reconnu pour ses qualités défensives et pour son sens du rebond.

## Records personnels sur une rencontre
Les records personnels d'Ömer Aşık, officiellement recensés par la NBA sont les suivants :
| Type de statistique        | Saison régulière | Saison régulière                | Saison régulière | Playoffs | Playoffs                  | Playoffs      |
| Type de statistique        | Record           | Adversaire                      | Date             | Record   | Adversaire                | Date          |
| -------------------------- | ---------------- | ------------------------------- | ---------------- | -------- | ------------------------- | ------------- |
| Points                     | 24               | @ Timberwolves du Minnesota     | 13 avril 2016    | 21       | @ Thunder d'Oklahoma City | 1er mai 2013  |
| Paniers marqués            | 11               | Magic d'Orlando                 | 1er avril 2013   | 7        | Thunder d'Oklahoma City   | 29 avril 2013 |
| Paniers tentés             | 14               | Pelicans de La Nouvelle-Orléans | 2 janvier 2013   | 12       | Trail Blazers de Portland | 30 avril 2014 |
| Paniers à 3 points réussis |                  |                                 |                  |          |                           |               |
| Paniers à 3 points tentés  | 1                | @ Trail Blazers de Portland     | 5 avril 2013     |          |                           |               |
| Lancers francs réussis     | 11               | 2 fois                          |                  | 13       | @ Thunder d'Oklahoma City | 1er mai 2013  |
| Lancers francs tentés      | 14               | 2 fois                          |                  | 18       | @ Thunder d'Oklahoma City | 1er mai 2013  |
| Rebonds offensifs          | 9                | 2 fois                          |                  | 8        | Thunder d'Oklahoma City   | 29 avril 2013 |
| Rebonds défensifs          | 17               | 3 fois                          |                  | 11       | @ Thunder d'Oklahoma City | 24 avril 2013 |
| Rebonds totaux             | 23               | 2 fois                          |                  | 15       | Trail Blazers de Portland | 30 avril 2014 |
| Passes décisives           | 4                | @ Nuggets de Denver             | 30 janvier 2013  | 2        | 6 fois                    |               |
| Interceptions              | 4                | Pistons de Détroit              | 10 novembre 2012 | 2        | 2 fois                    |               |
| Contres                    | 5                | 5 fois                          |                  | 4        | Thunder d'Oklahoma City   | 27 avril 2013 |
| Balles perdues             | 7                | @ Nuggets de Denver             | 30 janvier 2013  | 3        | 4 fois                    |               |
| Minutes jouées             | 44               | @ Trail Blazers de Portland     | 16 novembre 2012 | 41       | Thunder d'Oklahoma City   | 3 mai 2013    |

- Double-double : 60 (dont 4 en playoffs, au 04/12/2017)
- Triple-double : aucun.

## Palmarès
- Champion de la Division Centrale en 2011 et 2012 avec les Bulls de Chicago.
- Joueur ayant pris le plus grand nombre de rebonds au total sur l'ensemble de la saison 2012-2013 avec 956 prises.

## Salaires
| Année       | Équipe   | Salaire      |
| ----------- | -------- | ------------ |
| 2010-2011   | Bulls    | 1 721 000 $  |
| 2011-2012*  | Bulls    | 1 857 500 $  |
| 2012-2013   | Rockets  | 8 374 646 $  |
| 2013-2014   | Rockets  | 8 374 646 $  |
| 2014-2015   | Pelicans | 8 374 646 $  |
| 2015-2016   | Pelicans | 11 000 000 $ |
| 2016-2017   | Pelicans | 9 904 494 $  |
| Total Gains |          | 49 606 932 $ |
| 2017-2018   | Pelicans | 10 595 505 $ |
| 2018-2019   | Pelicans | 11 286 516 $ |
| 2019-2020   | Pelicans | 11 977 527 $ |

Note : * En 2011, le salaire moyen d'un joueur évoluant en NBA est de 5 150 000 $.